# Liste der Bodendenkmäler in Karlshuld
Auf dieser Seite sind die Bodendenkmäler in der oberbayerischen Gemeinde Karlshuld zusammengestellt. Diese Tabelle ist eine Teilliste der Liste der Bodendenkmäler in Bayern. Grundlage ist die Bayerische Denkmalliste, die auf Basis des Bayerischen Denkmalschutzgesetzes vom 1. Oktober 1973 erstmals erstellt wurde und seither durch das Bayerische Landesamt für Denkmalpflege geführt wird. Die folgenden Angaben ersetzen nicht die rechtsverbindliche Auskunft der Denkmalschutzbehörde.

## Bodendenkmäler in Karlshuld
| Lage       | Objekt                                                    | Akten-Nr.     | Bild |
| ---------- | --------------------------------------------------------- | ------------- | ---- |
| (Standort) | Mesolithische Station.                                    | D-1-7333-0043 |      |
| (Standort) | Mesolithische Station. Latènezeitlicher Verhüttungsplatz. | D-1-7333-0044 |      |
| (Standort) | Siedlung vor- und frühgeschichtlicher Zeitstellung.       | D-1-7333-0045 |      |
| (Standort) | Mesolithische Station.                                    | D-1-7333-0046 |      |
| (Standort) | Mesolithische Station.                                    | D-1-7333-0047 |      |